# Prospekt Mira (Kaliningrad)
Der Prospekt Mira (deutsch: Prospekt des Friedens, russisch Проспект Мира) ist einer von sieben Prospekten und eine vierspurige Straße in Kaliningrad. Er ist etwa 5 km lang.

## Geschichte
Der Prospekt sollte in den 1950er Jahren als eine homogene stalinistische Paradestraße entstehen, weswegen er ursprünglich auch Stalingradski-Prospekt (russisch Сталинградский проспект) genannt wurde. Der Stadtarchitekt Dmitri Nawalichin erhob diesen Prachtboulevard zur erstrangigen Bauaufgabe der Stadt und gestaltete die dort befindlichen Gebäude im Stil des sozialistischen Klassizismus. Nach der Zeit des Stalinismus wurde die Allee in Prospekt Mira (Prospekt des Friedens) umbenannt.

## Verlauf
Der Prospekt war die eigentliche Hauptstraße Kaliningrads in den Jahren des Spätstalinismus. Die Straße beruht auf der ehemaligen Hufenallee und dem Hammerweg in Mittelhufen. Sie lag außerhalb des Stadtwalles nördlich von Hufen und Amalienau und westlich von Vorderhufen.
Der Prospekt entstand aus der Zusammenlegung des Königsberger Hansarings vom Amts- und Landgericht am Steindamm bis zum Neuen Schauspielhaus mit der Hufenallee und dem Hammerweg. Er führt vom „Platz des Sieges“ in Richtung Westen und endet an der Chimitscheskaja ul. (russisch Химическая ул.).

## Bebauung
Die überdurchschnittlich breite Straße ist ein Prachtboulevard, der von hohen Wohnblöcken (bis zu fünf Etagen) gesäumt wird. Die Fassaden zeigen an vielen Stellen antike Architekturdetails, die der dorischen oder ionischen Ordnung entlehnt sind. Neben Säulen sind Ziergiebel mit Architrav und ornamentierten Friesen zu nennen.

## Gebäude

### Wohnhaus Nr. 33
Das spitzwinklig zulaufende Eckhaus Nr. 33 an der Ecke Soologitscheskaja uliza (Зоологическая ул., dt. Zoologische Straße) ist fünfgeschossig. Das oberste Geschoss besteht aus Säulenarkaden. Die Fassade zeigt zweigeschossige Kolossalpilaster, die ein Gebälk tragen. Obelisken schmücken die Säulenarkaden. Erbaut wurde es nach Entwürfen des Architekten Wladimir Atanow. 1949 wurde das Haus in der Kaliningradskaja Prawda noch als „eines der großartigsten Häuser am Stalingrader Prospekt“ bezeichnet. Das Gebäude wurde später von Nikita Sapriwodin kritisiert. In einem Artikel in der Kaliningradskaja Prawda vom 27. November 1955 bezeichnete Sapriwodin den Kaliningrader Architekten Atanow als „Kolonnaden-Schnörkel-Architekten“:

„Kritik am Überflüssigen: Das klassische Erbe nicht ablehnend – eine Kolonnade und Portiken, hinter denen das vierte Obergeschoss des Hauses Nr. 33 am Stalingrader Prospekt gänzlich begraben ist, ist er einen eigenständigen Weg in der Architektur gegangen und hat der Stadt einen göttlich schöpferischen Gedanken gewidmet – hat auf die Gesimse des Hauses mickrige Obelisken aufgesetzt, die mit ihrem Friedhofsaussehen Gedanken an die Endlichkeit des irdischen Daseins hervorrufen.“

### Filmtheater Nr. 41–43
Die Gebäudezeile Nr. 41–43 zusammen mit dem sich anschließenden Filmtheater Sarja (Заря, dt. Morgenröte) sollte eine Fassade mit Säulen und Pilastern erhalten. Dieser Entwurf wurde jedoch nur am Kinogebäude verwirklicht. Das Kinogebäude an der Ecke uliza Kosmonawta Leonowa (ул. Космонавта Леонова, dt. Kosmonaut-Leonow-Straße) entstand aus den Ruinen des Königsberger Filmspieltheaters Scala.

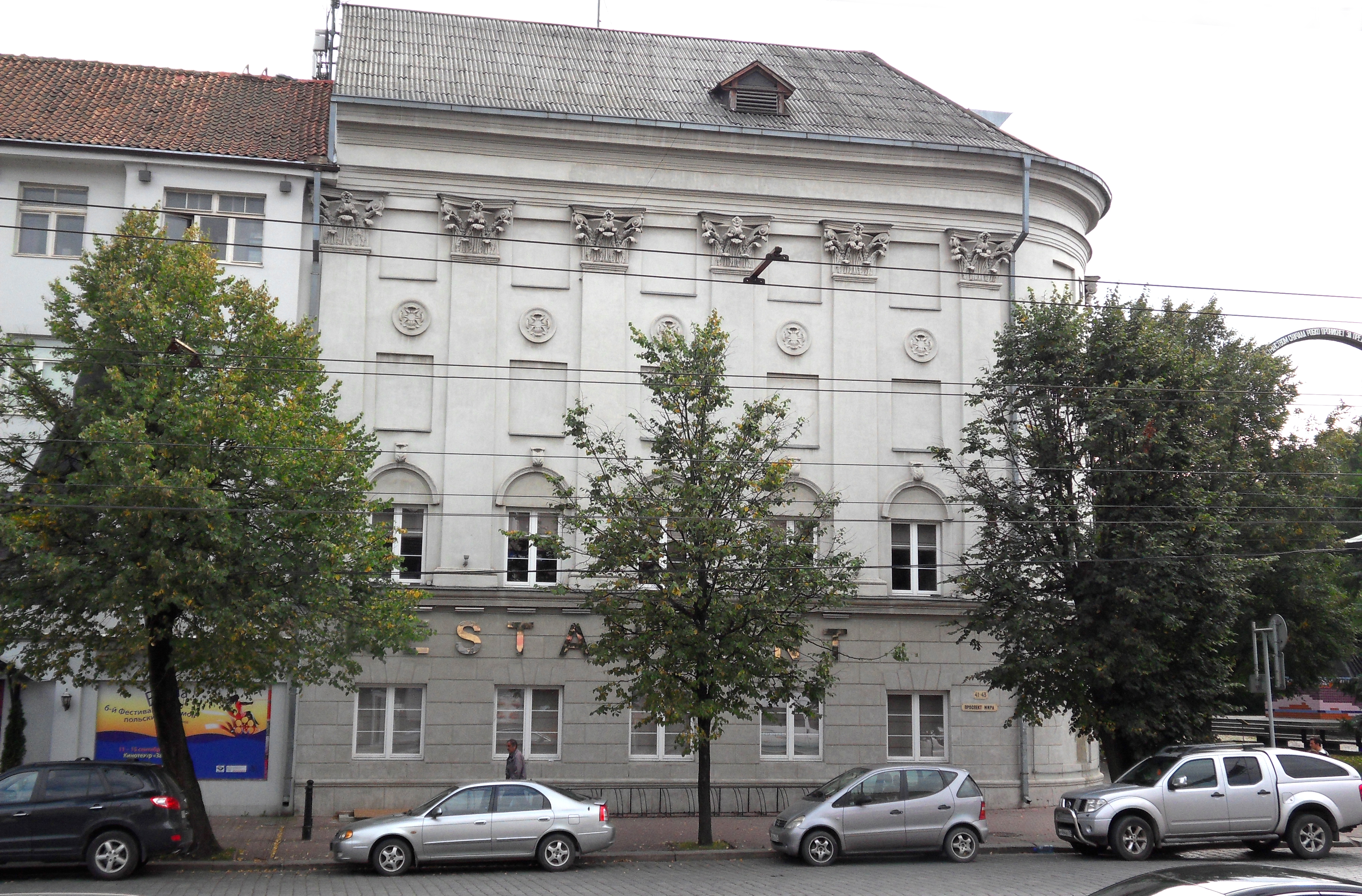
Filmtheater Sarja
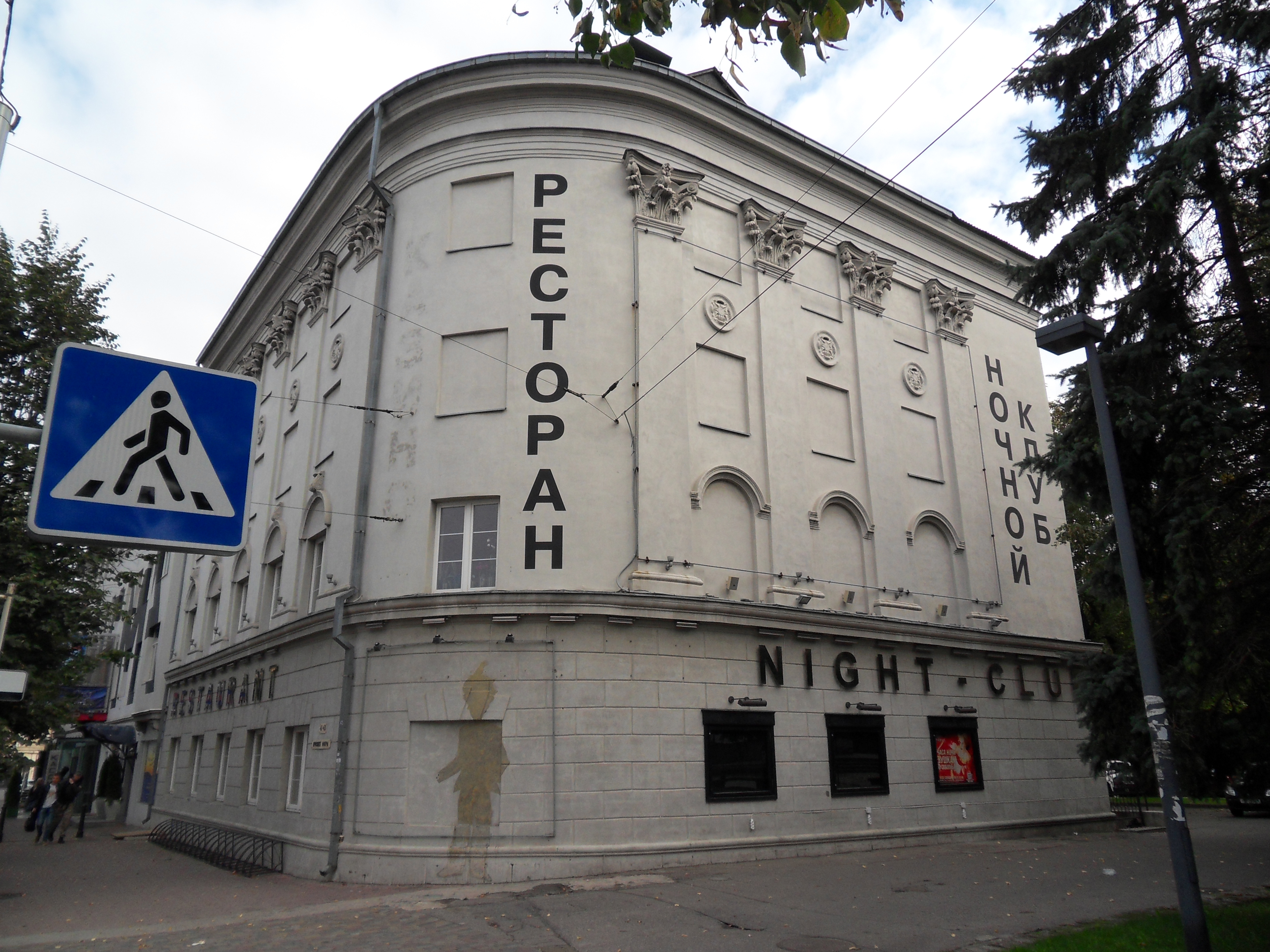
Filmtheater Sarja
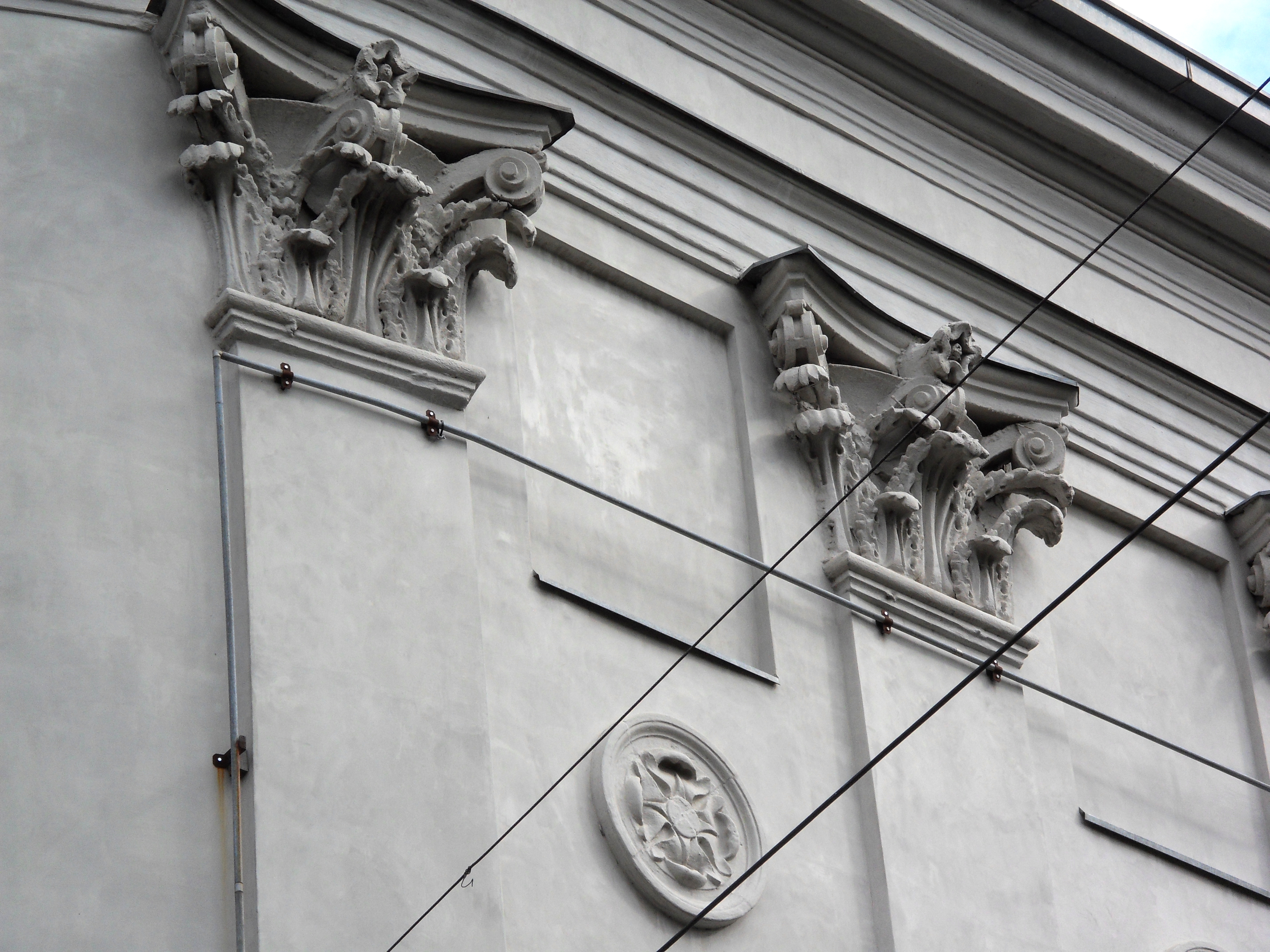
Filmtheater Sarja

### Haus Nr. 51
Das Haus Nr. 51 ist „bis heute eines der auffälligsten Häuser Kaliningrads aus dieser Epoche“. Das dreigeschossige Haus hat zwei Seitenrisalite. Diese zeigen an den Ecken sehr breite Pilaster, die ein hochgestrecktes und schmales Rundbogenfenster umfassen. Auf den Pilastern befinden sich kleine Obelisken. Die Pilaster zusammen mit den Rundbogenfenstern erinnern in Form und Gestalt an einen Triumphbogen der Antike.

### Haus Nr. 87
Der ehemalige Kulturpalast der Fischer (heute Musiktheater der Kaliningrader Oblast) bildet in Richtung Straßenrand zwei schmale Seitenflügel aus. Die dreigeschossige Fassade wird von zwei Kolonnaden aus dorischen Säulen dominiert.